# Córka generała
Córka generała (również Sprawa honoru; ang. The General's Daughter) – amerykański dramat sensacyjny z 1999 roku, oparty na motywach z książki Nelsona DeMille.

## Fabuła
Agent specjalny Paul Brenner prowadzi śledztwo dotyczące handlu bronią. Nieoczekiwanie zwraca się do niego dawny przyjaciel, płk William Kent, by poprowadził śledztwo ws. zabójstwa kpt Elizabeth Campbell, córki znanego generała Josepha Campbella. Do pomocy Brennerowi zostaje przydzielona Sarah Sunhill, specjalizująca się w sprawach gwałtów w wojsku. Prosta z początku sprawa okazuje się być mocno skomplikowana.

## Obsada
- John Travolta – Paul Brenner
- Madeleine Stowe – Sara Sunhill
- James Cromwell – generał Joseph Campbell
- Timothy Hutton – pułkownik William Kent
- Clarence Williams III – pułkownik George Fowle
- Leslie Stefanson – kapitan Elizabeth Campbell
- James Woods – pułkownik Robert Moore